# تنغ زردة فرخينوند (مقاطعة تشرداول)
تنغ زردة فرخينوند (بالفارسية: تنگ زرده فرخینوند) هي قرية تقع في قسم هليلان الريفي (مقاطعة تشرداول) في إيران. يقدر عدد سكانها بـ 38 نسمة بحسب إحصاء 2016.